# Livre de la guérison

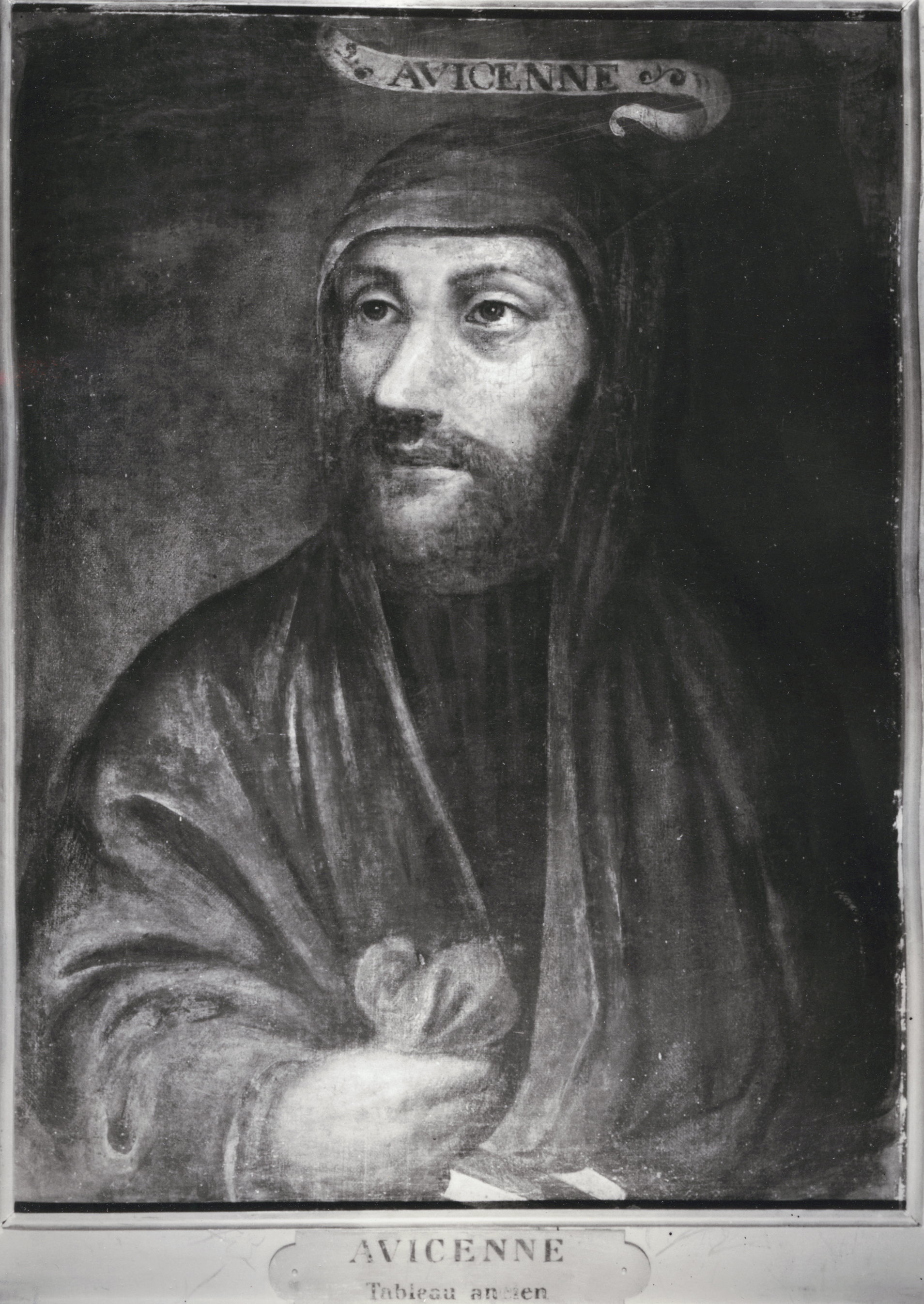
Avicenne.

Le Livre de la guérison (en arabe : کتاب الشفاء  Kitāb al-Šifāʾ, en latin : Sufficientia, parfois Livre de la guérison de l'âme) est une encyclopédie scientifique et philosophique écrite par Avicenne, près de Boukhara en Transoxiane. Il commence très probablement à composer le livre en 1014 puis le finit vers 1020 avant de la publier en 1027,,.
Cet ouvrage est l'ouvrage majeur d'Avicenne sur la science et la philosophie, visant à «guérir» ou l'ignorance de l'âme. Ainsi, malgré son titre, il ne s'intéresse pas à la médecine, contrairement à ce qu'il traite dans son Qanûn.
Le livre est divisé en quatre parties : la logique, les sciences naturelles, les mathématiques (un quadrivium d'arithmétique, de géométrie, d' astronomie et de musique) et la métaphysique. Il est influencé par les philosophes grecs anciens tels qu'Aristote, des penseurs hellénistiques tels que Ptolémée et des scientifiques et philosophes persans et arabes antérieurs, tels qu'Al-Kindi, Al-Fârâbi et Al-Biruni.

## Sciences

### Astronomie
En astronomie, le livre propose la théorie selon laquelle Vénus est plus proche de la Terre que du Soleil.

### Chimie
La théorie d'Ibn Sina sur la formation des métaux combine la théorie du soufre - mercure de Jabir ibn Hayyan issue de l'alchimie islamique (bien qu'il soit un critique de l'alchimie) avec les théories minéralogiques d'Aristote et de Théophraste. Il crée une synthèse d'idées concernant la nature des états minéraux et métalliques.

### Sciences de la Terre

#### Géologie
Stephen Toulmin et June Goodfield commentent en 1965 la contribution d'Avicenne à la géologie, soulignant notamment son hypothèse pour la formation des chaînes de montagnes qui était très en avance sur son temps.
Paléontologie
Avicenne contribue également à la paléontologie en expliquant pourquoi les fossiles ont l'aspect de la pierre. Aristote l'expliquait auparavant en termes d'exhalaisons vaporeuses, qu'Avicienne modifie en théorie des fluides pétrifiants (succus lapidificatus). Ce travail est continué par Albert le Grand au XIIIe siècle et acceptée sous une forme similaire par la plupart des naturalistes au XVIe siècle. 

Avicenne a écrit l'observation suivante sur les théories de l'époque concernant les fossiles et la pétrification des plantes et des animaux : 
"Si ce qui est dit au sujet de la pétrification des animaux et des plantes est vrai, la cause de ce phénomène est une puissante vertu, minéralisante et pétrifiante.  Elle surgit dans certains endroits pierreux, ou émane soudainement de la terre, lors de tremblements de terre ou d'affaissements. Elle pétrifie tout ce qui entre en contact avec elle. En fait, la pétrification des corps des plantes et des animaux n'est pas plus extraordinaire que la transformation des eaux." 

### Psychologie
Dans Le Livre de la Guérison, Avicenne discute de l' esprit, de son existence, de la relation corps-esprit, des sensations et perception, etc. Il écrit qu'au niveau le plus courant, l'influence de l'esprit sur le corps peut être vue dans les mouvements volontaires, en ce que le corps obéit chaque fois que l'esprit souhaite déplacer le corps. Il écrit en outre que le deuxième niveau d'influence de l'esprit sur le corps provient des émotions et de la volonté. À titre d'exemple, il déclare que si une planche de bois est placée comme un pont au-dessus d'un gouffre, une personne pourrait difficilement l'emprunter si elle n'arrive pas à s'imaginer traverser sans tomber.
Il écrit que de fortes émotions négatives peuvent avoir un effet négatif sur les fonctions végétatives d'un individu et peuvent même entraîner la mort dans certains cas. Il discute également de l'hypnose (al Wahm al-Amil), déclarant que l'on peut créer des conditions chez une autre personne pour qu'elle accepte la réalité de l'hypnose. Avicenne est le premier à diviser la perception humaine en cinq sens externes (les sens classiques de l'ouïe, de la vue, de l' odorat, du goût et du toucher connus depuis l'Antiquité) et les cinq sens internes qu'il découvre lui-même : :366
1. sensus communis («sens commun»), qui intègre des données sensorielles dans des percepts ;
2. la faculté imaginative, qui conserve les images perceptives ;
3. l'imagination, qui agit sur ces images en les combinant et en les séparant, servant de siège à l'intellect pratique ;
4. wahm (instinct), qui perçoit les qualités (telles que le bien et le mal, l'amour et la haine, etc.) et forme la base du caractère d'une personne, influencée ou non par la raison ;
5. ma'ni (intentions), qui conserve toutes ces notions en mémoire.

Avicenne donne également des explications psychologiques pour certaines maladies, les liant souvent à la psychologie. Il décrit la mélancolie comme un type de trouble de l'humeur dans lequel la personne peut devenir méfiante et développer certains types de phobies. Il déclare que la colère annonce la transition de la mélancolie à la manie. Il considère que l'humidité à l'intérieur de la tête peut contribuer aux troubles de l'humeur. Il reconnaît que cela se produit lorsque la quantité de respiration change : le bonheur augmente la respiration, ce qui entraîne une augmentation de l'humidité à l'intérieur du cerveau, mais si cette humidité dépasse ses limites, le cerveau perd le contrôle de sa rationalité et cela entraîne des troubles mentaux. Il écrit également sur les symptômes et les traitements du cauchemar et de l' épilepsie, entre autres.
Avicenne utilise souvent utilisé des méthodes psychologiques pour traiter ses patients. Un exemple est celui où un prince persan souffre mélancolie, s'imaginant qu'il est une vache. Il se moque et crie : « Tuez-moi pour qu'un bon ragoût soit fait de ma chair », ne mangeant jamais rien. Avicenne envoie un message au patient, lui demandant d'être heureux alors que le boucher venait le massacrer, et le malade se réjouit. Quand Avicenne s'approche du prince avec un couteau à la main, il demande « où est la vache pour que je puisse la tuer ». Le patient imite ensuite la vache pour indiquer où il se trouve et s'étend sur le sol pour être abattu. Quand Avicenne s'approche du patient, faisant semblant d'être prêt à l'abattre, il dit que la vache est trop maigre et n'est pas prête à être mangée. Il demande donc à ce qu'elle soit nourrie correctement. Le patient se voit alors offrir de la nourriture qu'il mange avec empressement et peu à peu, regagnant des forces, est débarrassé de son illusion.

## Philosophie
Dans le monde islamique médiéval, en raison de la réconciliation réussie d'Avicenne entre l'aristotélisme et le néoplatonisme avec Kalâm, l'avicennisme devient la principale école de la philosophie islamique au XIIe siècle. Avicenne est ainsi une autorité centrale en philosophie.
L'avicennisme est aussi influent dans l'Europe médiévale, en particulier ses doctrines sur la nature de l'âme et la distinction entre existence et essence. Il subit des débats et la censure dans l'Europe scolastique. C'est notamment le cas à Paris, où l'avicennisme est proscrit en 1210. Néanmoins, sa psychologie musulmane et sa théorie de la connaissance influencent Guillaume d'Auvergne et Albert le Grand, tandis que sa métaphysique influence la pensée de Thomas d'Aquin.

### Logique
Avicenne discute longtemps du sujet de la logique dans la philosophie islamique dans ses travaux et développe son propre système de logique connu sous le nom de «logique avicennienne», présenté comme alternative à la logique traditionnelle aristotélicienne. Au XIIe siècle, la logique avicennienne remplace la logique aristotélicienne comme système logique dominant dans le monde islamique. Après les traductions latines du XIIe siècle, ses écrits sur la logique ont une influence importante sur les écrivains médiévaux occidentaux tels qu'Albert le Grand.
Il écrit sur le syllogisme hypothétique  et sur le calcul propositionnel, qui font tous deux partie de la tradition logique stoïcienne. Il développe une théorie originale du syllogistique « temporellement modalisée » et fait usage de la logique inductive, comme les méthodes d'accord, de différence et de variation concomitante qui sont essentielles à la méthode scientifique.

### Métaphysique
La métaphysique islamique primitive, imprégnée de théologie islamique, distingue plus clairement que l'aristotélisme la différence entre l'essence et l'existence[réf. nécessaire]/ Alors que l'existence est le domaine du contingent et de l'accidentel, l'essence persiste dans un être au-delà de l'accidentel. La philosophie d'Avicenne, en particulier la partie relative à la métaphysique, doit beaucoup à al-Farabi.
Suivant l'exemple de ce dernier, Avicenne lance une enquête à part entière sur la question de l'être, dans laquelle il fait la distinction entre l'essence (mahiat) et l'existence (wujud). Il soutient que le fait de l'existence ne peut pas être déduit de ou expliqué par l'essence des choses existantes et que la forme et la matière par elles-mêmes ne peuvent pas interagir et engendrer le mouvement de l'univers ou l'actualisation progressive des choses existantes. L'existence doit donc être due à une causalité qui nécessite, donne, prend ou ajoute l'existence à une essence. Pour ce faire, la cause doit être une chose existante et coexister avec son effet.
La preuve d'Avicenne de l'existence de Dieu est le premier argument ontologique, qu'il propose dans la section «Métaphysique» du Livre de la Guérison  . C'est la première tentative d'utiliser la méthode de la preuve a priori, qui n'utilise que l'intuition et la raison. Sa preuve est unique en ce qu'elle peut être classée à la fois comme un argument cosmologique et comme un argument ontologique.
Elle est ontologique dans la mesure où, "l'existence nécessaire dans l'intellect, est la première base de l'argumentation en faveur d'un Existant nécessaire".
La preuve est également cosmologique dans la mesure où "la majeure partie est consacrée à l'argumentation selon laquelle les existences contingentes ne peuvent se suffire à elles-mêmes et doivent aboutir à une Existence Nécessaire".

### Philosophie de la science
Dans la section «Al-Burhan» («Sur la démonstration») du livre, Avicenne discute de la philosophie des sciences et décrit une des premières méthodes scientifiques. Il évoque Seconds Analytiques d'Aristote et s'en écarte significativement sur plusieurs points. Avicenne explique la question d'une méthodologie appropriée pour la recherche scientifique et la question "Comment acquiert-on les premiers principes d'une science?". Il s'interroge sur la manière dont un scientifique arrive aux axiomes et hypothèses initiales d'une science déductive. 
Il explique que la situation idéale est celle où l'on saisit qu'une «relation existe entre les termes, ce qui permettrait une certitude absolue et universelle». Avicenne ajoute ensuite deux autres méthodes pour arriver aux principes premiers : l'ancienne méthode aristotélicienne d'induction (istiqra) et la méthode d'examen et d'expérimentation (tajriba). Avicenne critique l'induction aristotélicienne, arguant que "elle ne conduit pas aux prémisses absolues, universelles et certaines qu'elle prétend fournir". À sa place, il développe une «méthode d'expérimentation comme moyen d'enquête scientifique».